# Nadace Konrada Adenauera
Nadace Konrada Adenauera (německy Konrad-Adenauer-Stiftung, zkratka KAS) je jednou z pěti německých politických nadací, které fungují v rámci německého systému občanského vzdělávání. Posláním všech německých politických nadací je občany vzdělávat o jednotlivých politických ideových proudech. KAS je ideově blízká křesťanské demokratické unii (CDU), je však na této straně personálně i finančně nezávislá. Nadace byla založena v roce 1955 a její ústředí je v Sankt Augustin u Bonnu a v Berlíně. Je pojmenována po prvním německém spolkovém kancléři Konradu Adenauerovi. Nadace má pobočky ve více než 80 zemích světa. Jejím současným prezidentem je bývalý předseda Spolkového sněmu Norbert Lammert.
V létě 2024 byla nadace v Rusku označena jako „nežádoucí“.

## Další německé nadace s vazbou na politické strany
- Desiderius-Erasmus-Stiftung (AfD)
- Nadace Friedricha Eberta (SPD)
- Nadace Friedricha Naumanna (FDP)
- Nadace Hannse Seidela (CSU)
- Nadace Heinricha Bölla (Bündnis 90/Die Grünen)
- Nadace Rosy Luxemburgové (Die Linke)